# Thủy điện H'Mun
Thủy điện H'Mun là thủy điện xây dựng trên dòng sông A Yun trên vùng đất xã Bar Măih huyện Chư Sê và xã Đê Ar huyện Mang Yang tỉnh Gia Lai, Việt Nam .
Thủy điện H'Mun có công suất lắp máy 16,2 MW với 2 tổ máy, sản lượng điện hàng năm trên 66 triệu KWh, khởi công năm 2009, hoàn thành tháng 01/2011 .
Ngược dòng sông A Yun cỡ 4 km là Thủy điện H'Chan  công suất lắp máy 12 MW hoàn thành tháng 8/2006.

## Chỉ dẫn
1. ↑  Theo Bản đồ 1:50.000 sông có các tên từ thượng nguồn xuôi dòng là Đăk Ayun, Ia A Yun, Ea Yun và đến huyện A Yun Pa có tên sông Ba A Yun, và tại đó đổ vào ia Ba.